# Martijn Wydaeghe
Martijn Wydaeghe (Izegem, 1º settembre 1992) è un copilota di rally belga, vincitore del Campionato del mondo rally 2024; dal 2021 corre al fianco di Thierry Neuville.

## Carriera
Wydaeghe fa il suo esordio nel Campionato del mondo Rally nel 2013 quando prende parte, in equipaggio con Philip Cracco, al Rally d'Alsazia conclusosi al ventiduesimo posto. A partire dal 2021 è co-pilota di Thierry Neuville a bordo della Hyundai i20 N Rally1, da qui iniziano i successi, con innumerevoli vittorie e posizionamenti a podio, culminati con il titolo iridato del 2024.

### Vittorie nei rally

#### WRC
| # | Anno | Evento                     | Pilota           | Auto                        | Squadra                 |
| - | ---- | -------------------------- | ---------------- | --------------------------- | ----------------------- |
| 1 | 2021 | Rally di Ypres             | Thierry Neuville | Hyundai i20 Coupe WRC       | Hyundai Shell Mobis WRT |
| 2 | 2021 | Rally di Catalogna         | Thierry Neuville | Hyundai i20 Coupe WRC       | Hyundai Shell Mobis WRT |
| 3 | 2022 | Rally dell'Acropoli        | Thierry Neuville | Hyundai i20 N Rally1 Hybrid | Hyundai Shell Mobis WRT |
| 4 | 2022 | Rally del Giappone         | Thierry Neuville | Hyundai i20 N Rally1 Hybrid | Hyundai Shell Mobis WRT |
| 5 | 2023 | Rally di Sardegna          | Thierry Neuville | Hyundai i20 N Rally1 Hybrid | Hyundai Shell Mobis WRT |
| 6 | 2023 | Rally dell'Europa Centrale | Thierry Neuville | Hyundai i20 N Rally1 Hybrid | Hyundai Shell Mobis WRT |
| 7 | 2024 | Rally di Monte Carlo       | Thierry Neuville | Hyundai i20 N Rally1 Hybrid | Hyundai Shell Mobis WRT |
| 8 | 2024 | Rally dell'Acropoli        | Thierry Neuville | Hyundai i20 N Rally1 Hybrid | Hyundai Shell Mobis WRT |

#### Altri Rally
| # | Stagione | Campionato          | Evento                              | Pilota              | Auto                  |
| - | -------- | ------------------- | ----------------------------------- | ------------------- | --------------------- |
| 1 | 2018     | VAS Div 3           | ORC Canal Rally                     | Guillaume de Mevius | Peugeot 208 T16       |
| 2 | 2021     | Campionato italiano | Rally Il Ciocco e Valle del Serchio | Thierry Neuville    | Hyundai i20 R5        |
| 3 | 2021     | -                   | Rally di Sanremo WRC                | Thierry Neuville    | Hyundai i20 Coupe WRC |
| 4 | 2021     | -                   | Targa Florio WRC                    | Thierry Neuville    | Hyundai i20 Coupe WRC |
| 5 | 2021     | Campionato catalano | Ral.li de La Llana                  | Thierry Neuville    | Hyundai i20 Coupe WRC |

## Palmarès
- Campionato del mondo rally (2024)

## Risultati nel mondiale rally

### WRC
| 2013 | Scuderia | Vettura        |  |  |  |  |  |  |  |  |  |  |    |  |  |  |  |  | Punti | Pos. |
| ---- | -------- | -------------- |  |  |  |  |  |  |  |  |  |  | -- |  |  |  |  |  | ----- | ---- |
| 2013 |          | Ford Fiesta R5 |  |  |  |  |  |  |  |  |  |  | 22 |  |  |  |  |  | 0     |      |

| 2014 | Scuderia | Vettura        |  |  |  |  |  |  |  |  |     |  |  |  |  |  |  |  | Punti | Pos. |
| ---- | -------- | -------------- |  |  |  |  |  |  |  |  | --- |  |  |  |  |  |  |  | ----- | ---- |
| 2014 |          | Ford Fiesta R2 |  |  |  |  |  |  |  |  | Rit |  |  |  |  |  |  |  | 0     |      |

| 2015 | Scuderia | Vettura         |  |  |  |  |    |  |     |    |    |  |  |     |  |  |  |  | Punti | Pos. |
| ---- | -------- | --------------- |  |  |  |  | -- |  | --- | -- | -- |  |  | --- |  |  |  |  | ----- | ---- |
| 2015 |          | Ford Fiesta R2T |  |  |  |  | 50 |  | Rit | 53 | 31 |  |  | Rit |  |  |  |  | 0     |      |

| 2016 | Scuderia | Vettura      |  |  |  |  |  |  |  |  |     |  |  |  |  |  |  |  | Punti | Pos. |
| ---- | -------- | ------------ |  |  |  |  |  |  |  |  | --- |  |  |  |  |  |  |  | ----- | ---- |
| 2016 |          | Opel Adam R2 |  |  |  |  |  |  |  |  | Rit |  |  |  |  |  |  |  | 0     |      |

| 2017 | Scuderia             | Vettura        |    |  |  |  |  |  |  |  |  |    |  |  |  |  |  |  | Punti | Pos. |
| ---- | -------------------- | -------------- | -- |  |  |  |  |  |  |  |  | -- |  |  |  |  |  |  | ----- | ---- |
| 2017 | Hyundai Motorsport N | Hyundai i20 R5 | 31 |  |  |  |  |  |  |  |  | 22 |  |  |  |  |  |  | 0     |      |

| 2018 | Scuderia | Vettura        |  |    |  |  |  |  |  |  |  |  |  |  |  |  |  |  | Punti | Pos. |
| ---- | -------- | -------------- |  | -- |  |  |  |  |  |  |  |  |  |  |  |  |  |  | ----- | ---- |
| 2018 |          | Ford Fiesta R5 |  | 34 |  |  |  |  |  |  |  |  |  |  |  |  |  |  | 0     |      |

| 2019 | Scuderia | Vettura       |     |  |  |    |  |  |    |    |  |    |  |    |    |  |  |  | Punti | Pos. |
| ---- | -------- | ------------- | --- |  |  | -- |  |  | -- | -- |  | -- |  | -- | -- |  |  |  | ----- | ---- |
| 2019 |          | Citroën C3 R5 | Rit |  |  | 19 |  |  | 17 | 34 |  | 34 |  | 24 | 20 |  |  |  | 0     |      |

| 2021 | Scuderia                | Vettura               |    |   |   |     |    |     |    |    |    |     |    |    |  |  |  |  | Punti | Pos. |
| ---- | ----------------------- | --------------------- | -- | - | - | --- | -- | --- | -- | -- | -- | --- | -- | -- |  |  |  |  | ----- | ---- |
| 2021 | Hyundai Shell Mobis WRT | Hyundai i20 Coupe WRC | 34 | 3 | 3 | 362 | 31 | Rit | 32 | 13 | 84 | Rit | 12 | 41 |  |  |  |  | 176   | 3º   |

| 2022 | Scuderia                | Vettura                     |    |    |   |    |     |    |   |   |     |   |    |   |    |  |  |  | Punti | Pos. |
| ---- | ----------------------- | --------------------------- | -- | -- | - | -- | --- | -- | - | - | --- | - | -- | - | -- |  |  |  | ----- | ---- |
| 2022 | Hyundai Shell Mobis WRT | Hyundai i20 N Rally1 Hybrid | 63 | 23 | 3 | 53 | 411 | 51 | 4 | 5 | 203 | 1 | 45 | 2 | 14 |  |  |  | 193   | 3º   |

| 2023 | Scuderia                | Vettura                     |    |   |    |     |   |   |     |    |   |    |    |    |     |  |  |  | Punti | Pos. |
| ---- | ----------------------- | --------------------------- | -- | - | -- | --- | - | - | --- | -- | - | -- | -- | -- | --- |  |  |  | ----- | ---- |
| 2023 | Hyundai Shell Mobis WRT | Hyundai i20 N Rally1 Hybrid | 34 | 3 | 23 | 331 | 5 | 1 | Rit | 25 | 2 | 20 | 23 | 12 | 131 |  |  |  | 189   | 3º   |

| 2024 | Scuderia                | Vettura                     |   |    |    |   |    |     |    |    |   |    |   |    |    |  |  |  | Punti | Pos. |
| ---- | ----------------------- | --------------------------- | - | -- | -- | - | -- | --- | -- | -- | - | -- | - | -- | -- |  |  |  | ----- | ---- |
| 2024 | Hyundai Shell Mobis WRT | Hyundai i20 N Rally1 Hybrid | 1 | 43 | 51 | 3 | 31 | 411 | 41 | 83 | 2 | 14 | 4 | 34 | 62 |  |  |  | 242   | 1º   |

| 2025 | Scuderia                | Vettura              |   |   |    |    |    |     |    |    |    |  |  |  |  |  |  |  | Punti | Pos. |
| ---- | ----------------------- | -------------------- | - | - | -- | -- | -- | --- | -- | -- | -- |  |  |  |  |  |  |  | ----- | ---- |
| 2025 | Hyundai Shell Mobis WRT | Hyundai i20 N Rally1 | 6 | 3 | 32 | 75 | 42 | 192 | 53 | 34 | 64 |  |  |  |  |  |  |  | 125   |      |

| Legenda | 1º posto | 2º posto | 3º posto | A punti | Senza punti | Ritirato | Squalificato | NP=Non partito C=Gara cancellata | Apice=Power stage |

### WRC-2
| 2019 | Scuderia | Vettura       |     |  |  |   |  |  |   |   |  |    |  |   |   |  |  |  | Punti | Pos. |
| ---- | -------- | ------------- | --- |  |  | - |  |  | - | - |  | -- |  | - | - |  |  |  | ----- | ---- |
| 2019 |          | Citroën C3 R5 | Rit |  |  | 7 |  |  | 9 | 6 |  | 10 |  | 9 | 8 |  |  |  | 23    | 23º  |

| Legenda | 1º posto | 2º posto | 3º posto | A punti | Senza punti | Ritirato | Squalificato | NP=Non partito C=Gara cancellata | Apice=Power stage |